# Kirsten Simone
Kirsten Anne-Lise Simone (Kopenhagen, 1 juli 1934 – aldaar, 19 december 2024) was een Deens prima ballerina. Ze studeerde aan de Koninklijke Deense Ballet School met Vera Volkova en werd in 1952 lid van het Koninklijke Deense Ballet Gezelschap. Zij werd in 1966 hun eerste solist. Op het toneel danste ze onder andere in Flemming Flindts "De Drie Musketiers" (1966), von Rosens "Don Juan" (1967) en Harald Landers "Fête polonaise" (1970). Ze was te gast bij andere gezelschappen waaronder het American Ballet Theatre en het London Festival Ballet. Sinds haar pensioen gaf ze les aan de Koninklijk Deense Ballet School. 
Ze ontving in 2001 de exclusieve Medaille "Ingenio et Arti".  
Simone overleed op 90-jarige leeftijd.